# Le Mystère Borg
Pour les articles homonymes, voir Borg.
Le Mystère Borg est le troisième tome de la série Lefranc écrit et dessiné par Jacques Martin, prépublié dans Tintin belge no 16 du 21 avril 1964 au no 12 du 23 mars 1965 – en France no 815 du 4 juin 1964 au no 863 du 6 mai 1965, avant d'être édité en 1965 par Casterman.

## Résumé
Lefranc et Jean-Jean se rendent à Gardsten, une station de ski suisse où se tient le critérium des journalistes européens. Durant la montée vers le village, deux voitures dépassent le véhicule des héros. Une d'entre elles est retrouvée, accidentée sur le bas côté, où elle prend feu. A Gardsten, Lefranc est surveillé et il échappe de peu à un attentat durant un entrainement de ski. Il poursuit l'auteur du méfait mais, gêné par le brouillard, ne peut le rattraper. Le lendemain, le journaliste, Jeanjean et un ami du jeune homme, Hans Stürli, retrouvent la piste du criminel. Celle-ci les mène à un petit village isolé, Steinerg, durement touché par une étrange épidémie.
Sur le chemin du retour, dans une forte pente, Jeanjean perd le contrôle de ses skis et finit sur le toit d'un chalet, où il entend la voix d'Axel Borg. Le trio prend la fuite et rejoint Gardsten où Lefranc a la surprise de retrouver le commissaire Renard. Celui-ci leur dit être sur la piste d'un super virus qui menace la paix mondiale. Le découvreur du virus, le professeur Zermi, ayant péri heurté par une voiture, on soupçonne son assistant, le professeur Fosca, d'avoir dérobé le virus dans le but de le vendre à des puissances étrangères. Fosca a donc disparu et c'est sa voiture que Lefranc a découvert, accidentée, sur la route montant vers la station de ski. Renard pense que le village de Steinberg est victime du super virus. Lui et ses collègues suisses lancent une opération de grande envergure destinée à arrêter Borg et à secourir les habitants de Steinberg. Lefranc part en éclaireur; Il est capturé par Axel Borg qui explique avoir répandu le virus dans Steinberg pour convaincre d'éventuels acquéreurs de son efficacité, et ainsi faire monter les prix. Lorsque l'armée attaque le chalet, Lefranc délivre Fosca, captif de Borg, puis part à ski, à la poursuite du malfrat. Celui-ci réussit cependant à s'échapper.
Lefranc a néanmoins observé que Borg portait une chevalière au dessin rare. Et un bijoutier identifie celui-ci comme la production d'un bijoutier vénitien. Renard, le journaliste et Jeanjean se rendent dans la cité des doges. Le joaillier explique avoir fabriqué la chevalière pour le marquis Tore Monte di Ferria. Lefranc, Renard et la police italienne se rendent au palazzo du marquis pour découvrir que celui-ci vient de prendre la fuite. Une course poursuite s'engage sur les canaux et dans les ruelles de Venise. Borg est finalement capturé avant d'avoir pu utiliser la bombe bactériologique.

## Personnages
- Guy Lefranc
- Jeanjean
- Inspecteur Renard
- Axel Borg / marquis Tore Monte di Ferria
- Hans Stürli, le camarade de Jeanjean
- Le commissaire Mathias, de la police suisse
- Le commissaire Mora, de la police italienne
- Le professeur Zermi, bio-chimiste, découvreur du super virus
- Le professeur Dante Fosca, assistant du professeur Zermi
- Ferragini, joaillier vénitien

## Genèse
En 1963, la station de Zermatt a été frappée par une épidémie de fièvre typhoïde. Le village fut mis en quarantaine durant plusieurs semaines. Les médecins, après avoir longtemps cherché l'origine de la maladie, ont finalement identifié le foyer de l'épidémie : une ferme située en dessus de Zermatt, dont les habitants étaient contaminés et déversaient leurs eaux usées dans la rivière traversant la station.
Le bioterrorisme évoqué dans la BD porte la marque de la guerre froide.
La station de Gardsten est inspirée de celle d'Engelberg et l'hotel où loge Lefranc, le Schweizerhof, existe dans la réalité. Le design du Schweizerhof semble emprunté au Schweizerhof de Lucerne.

## Véhicules

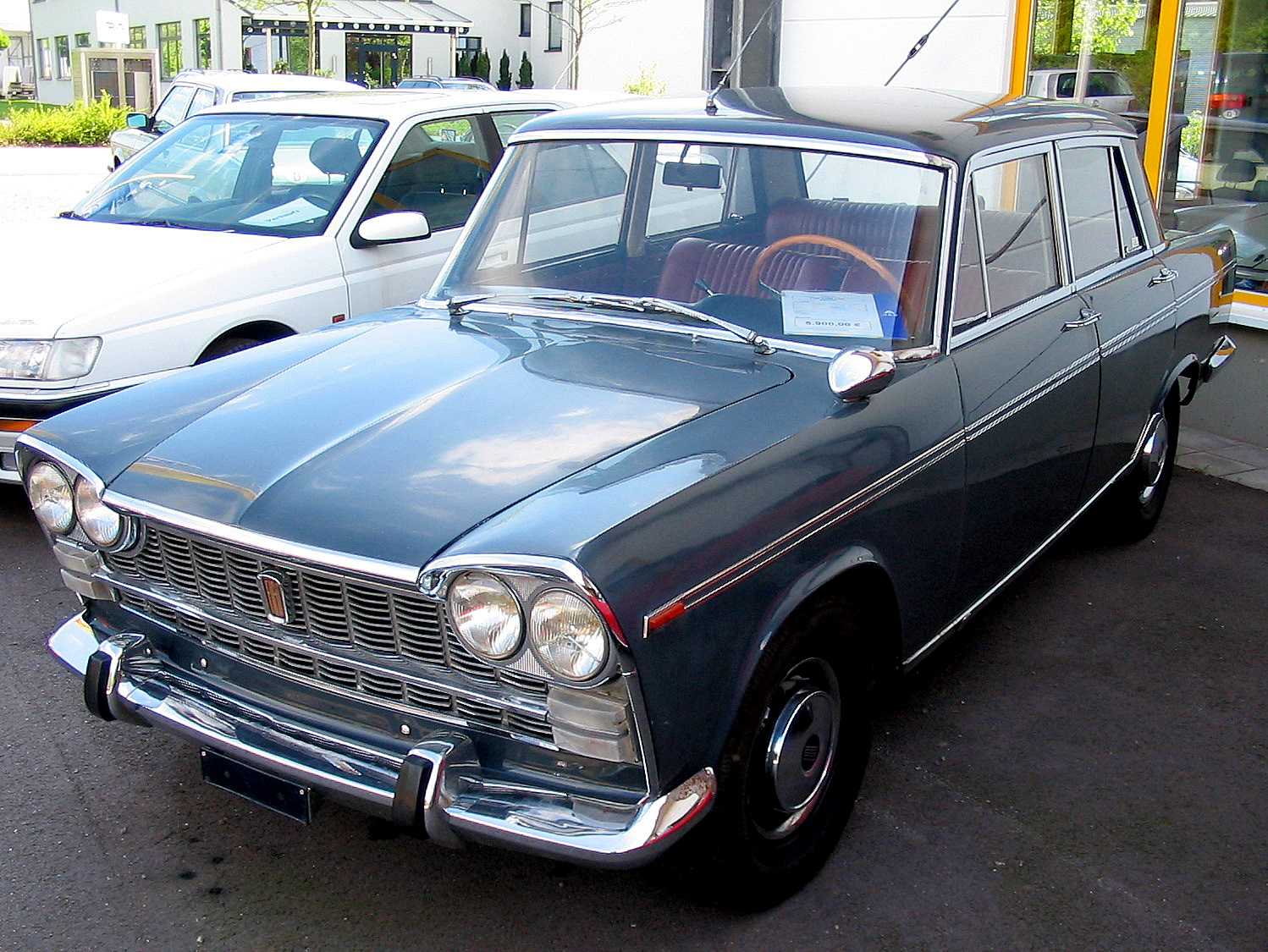
Une Fiat 2300, semblable à celle du professeur Fosca

- La Caravelle 10 assurant le vol Zurich-Kloten - Milan-Linate
- L'Alfa Romeo Giulietta Sprint Veloce rouge de Guy Lefranc.
- La Fiat 2300 bleue du professeur Fosca.
- La Jaguar Mark 2 verte des bandits.
- La Peugeot 404 noire de l'inspecteur Renard.
- Les camions Mercedes L1113 de l'armée suisse.